# Vertrag von Sèvres (Griechenland – Westthrakien)
Im Vertrag von Sèvres hinsichtlich Westthrakien übergab die Entente die Souveränität über Westthrakien (in der ersten Form einschließlich Adrianopel, heute Edirne) an Griechenland. Zuvor hatte Bulgarien im Vertrag von Neuilly-sur-Seine im November 1919 dieses Territorium an die Entente abtreten müssen. Der Vertrag trat erst in einer überarbeiteten Form mit den heutigen Grenzen von Westthrakien in Kraft, das heißt ohne Edirne (Adrianopel).
Der Vertrag ist ein Entente-interner Vertrag und wurde mit dem Vereinigten Königreich, Frankreich, Italien und Japan auf der einen Seite und mit Griechenland auf der anderen Seite ausgehandelt und am 10. August 1920 in Sèvres unterzeichnet. Die Verhandlungen wurden parallel zum gleichnamigen Vertrag mit dem Osmanischen Reich geführt. Am 24. Juli 1923 wurde der Vertrag mit einem überarbeiteten Zusatzprotokoll parallel zu den mit der Türkei geführten Verhandlungen zum Vertrag von Lausanne in Lausanne ratifiziert. Die Überarbeitung des Vertrags legte die Grenzen von Westthrakien in Übereinstimmung mit dem Vertrag von Lausanne neu fest.
Der Vertrag übertrug manche Bestimmungen des Vertrags von Neuilly-sur-Seine bezüglich Westthrakien wie z. B. Schutz der Minderheiten, Transitfreiheit und finanzielle Verpflichtungen an Griechenland.
Darüber hinaus wurde festgelegt, dass die am 27. November 1919 vereinbarte Konvention zum Bevölkerungsaustausch zwischen Griechenland und Bulgarien auch für Westthrakien galt (Art. 3).
Der Vertrag regelte in mehreren Punkten (Art. 4 bis 14) den Zugang Bulgariens zu der wichtigen Hafenstadt Dedeağaç (heute Alexandroupoli) und damit zur Ägäis und legte eine zeitlich unbegrenzte Pachtzone am Hafen von Alexandroupolis für Bulgarien fest. Der Hafen von Alexandroupolis wurde als Hafen von internationaler Bedeutung deklariert, und die Regelungen zur internationalen Nutzung des Hafens wurden geklärt.